# Pitcairnia loki-schmidtii
Pitcairnia loki-schmidtii är en gräsväxtart som beskrevs av Werner Rauh och Barthlott. Pitcairnia loki-schmidtii ingår i släktet Pitcairnia och familjen Bromeliaceae. Inga underarter finns listade i Catalogue of Life.